# Panamerika-Meisterschaften im Straßenradsport 2024
Die Panamerika-Meisterschaften im Straßenradsport 2024 wurden vom 21. bis 26. Mai durch den Panamerikanischen Radsportverband (COPACI) im brasilianischen São José dos Campos ausgetragen. Zugleich fand der Jahreskongress des Verbands dort statt.

## Beteiligung
Angemeldet waren 31 Mitgliedsverbände der COPACI mit 357 Athleten, und zwar Anguilla, Argentinien, Belize, Bermuda, Bolivien, Brasilien, Cayman Islands, Chile, Costa Rica, Dominica, die Dominikanische Republik, Ecuador, El Salvador, Grenada, Guatemala, Guyana, Honduras, Jamaika, die Jungferninseln, Kolumbien, Kuba, Mexiko, Nicaragua, Panama, Paraguay, Peru, Puerto Rico, St. Vincent, Uruguay, Venezuela und die Vereinigten Staaten.

## Ablauf
Es gab Wettbewerbe im Einzelzeitfahren und im Straßenrennen für Männer und Frauen. Bei den Männern wurden die Kategorien Elite, U23 und Junioren ausgefahren, bei den Frauen Elite und Junioren.
- 21. Mai: Einzelzeitfahren Männer Junioren, Frauen Junioren, Männer U23, Frauen Elite
- 23. Mai: Einzelzeitfahren Männer Elite; Straßenrennen Männer Junioren, Frauen Junioren
- 24. Mai: Straßenrennen Männer U23
- 25. Mai: Straßenrennen Frauen Elite
- 26. Mai: Straßenrennen Männer Elite

Die ursprünglich geplanten Routen wurden kurzfristig noch einmal geändert. Start und Ziel aller Wettbewerbe waren nunmehr auf der Via Cambuí am östlichen Stadtrand, der Parcours verlief auf der Autobahn SP-070 südlich der Stadt.

## Ergebnisse

### Männer Elite

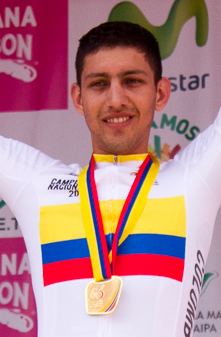
Walter Vargas, hier bei seinem ersten Sieg 2016, gewann das Einzelzeitfahren zum fünften Mal.

Straßenrennen: 206,4 km
| Rang | Name             | Zeit (h) |
| ---- | ---------------- | -------- |
| 1    | Leangel Linarez  | 4:17:48  |
| 2    | Red Walters      | + 0:03   |
| 3    | Wilmar Paredes   | gl. Zeit |
| 4    | Orluis Aular     | gl. Zeit |
| 5    | Sebastián Brenes | gl. Zeit |
| 6    | Kaden Hopkins    | gl. Zeit |
| 7    | Guillermo Silva  | gl. Zeit |
| 8    | Kléber Ramos     | gl. Zeit |
| 9    | Sergio Chumil    | gl. Zeit |
| 10   | Ulises Castillo  | gl. Zeit |

Einzelzeitfahren: 35,1 km
| Rang | Name                | Zeit (min) |
| ---- | ------------------- | ---------- |
| 1    | Walter Vargas       | 42:44      |
| 2    | Franklin Archibold  | + 1:14     |
| 3    | Orluis Aular        | + 1:29     |
| 4    | Kaden Hopkins       | + 2:11     |
| 5    | Conor White         | + 2:16     |
| 6    | José Luis Rodríguez | + 2:34     |
| 7    | Diego Mendes        | + 3:06     |
| 8    | Jonathan Caicedo    | + 3:13     |
| 9    | Jason Huertas       | + 3:36     |
| 10   | Anderson Arboleda   | + 3:42     |

### Frauen Elite

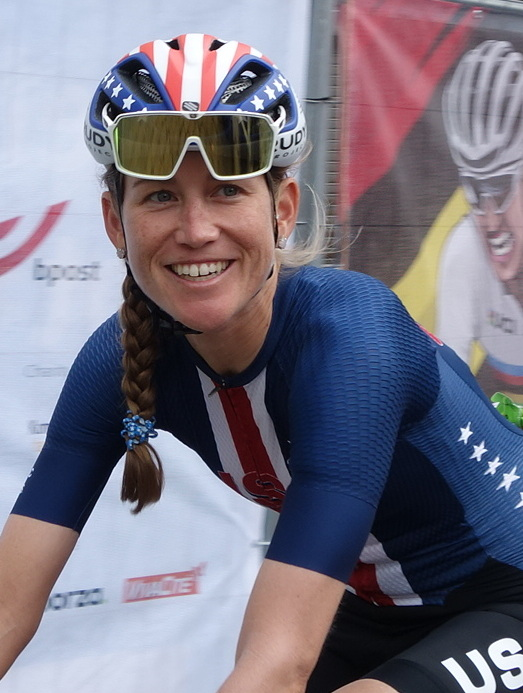
Lauren Stephens gewann das Straßenrennen der Frauen im Sprint.

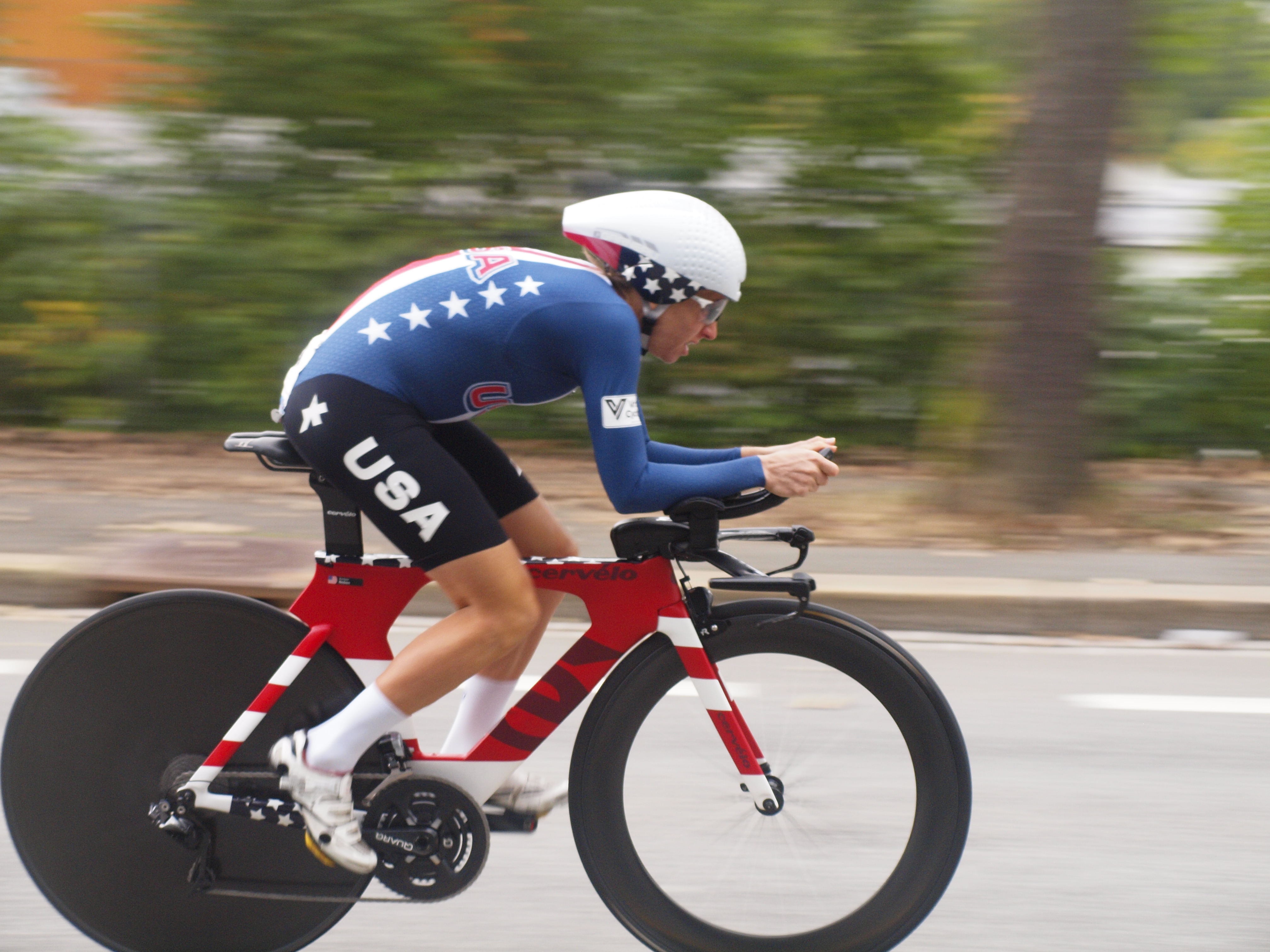
Amber Neben verteidigte ihren Titel und gewann mit 49 Jahren zum fünften Mal das Einzelzeitfahren.

Straßenrennen: 113,3 km
| Rang | Name              | Zeit (h) |
| ---- | ----------------- | -------- |
| 1    | Lauren Stephens   | 2:45:11  |
| 2    | Wellyda Rodrigues | gl. Zeit |
| 3    | Catalina Soto     | gl. Zeit |
| 4    | Diana Peñuela     | gl. Zeit |
| 5    | Agustina Reyes    | gl. Zeit |
| 6    | Karen Villamizar  | gl. Zeit |
| 7    | Marcela Prieto    | gl. Zeit |
| 8    | Lina Hernández    | gl. Zeit |
| 9    | Paola Silva       | gl. Zeit |
| 10   | Miryam Nuñez      | gl. Zeit |

Einzelzeitfahren: 23,3 km
| Rang | Name                | Zeit (min) |
| ---- | ------------------- | ---------- |
| 1    | Amber Neben         | 31:40      |
| 2    | Lauren Stephens     | + 0:44     |
| 3    | Aranza Villalón     | + 1:47     |
| 4    | Diana Peñuela       | + 1:54     |
| 5    | Karen Villamizar    | + 2:21     |
| 6    | Catalina Soto       | + 3:43     |
| 7    | Anet Barrera        | + 3:46     |
| 8    | Ana Paula Polegatch | + 4:02     |
| 9    | Annibel Prieto      | + 4:07     |
| 10   | Wanda Villanueva    | + 4:11     |

### Männer U23
Straßenrennen: 159,4 km
| Rang | Name           | Zeit (h) |
| ---- | -------------- | -------- |
| 1    | Otavio Gonzeli | 3:24:02  |
| 2    | Jaider Muñoz   | gl. Zeit |
| 3    | José Muñiz     | gl. Zeit |

Einzelzeitfahren: 35,1 km
| Rang | Name              | Zeit (min) |
| ---- | ----------------- | ---------- |
| 1    | Hector Quintana   | 45:26      |
| 2    | Nicholas Narraway | + 0:10     |
| 3    | Mateo Kalejmann   | + 1:14     |

### Männer Junioren
Straßenrennen: 106,2 km
| Rang | Name                | Zeit (h) |
| ---- | ------------------- | -------- |
| 1    | Guilherme Assis     | 2:40:15  |
| 2    | Juan David Restrepo | gl. Zeit |
| 3    | Matheus Constantino | + 0:06   |

Einzelzeitfahren: 23,3 km
| Rang | Name            | Zeit (min) |
| ---- | --------------- | ---------- |
| 1    | Robinson Rincon | 30:04      |
| 2    | Mateo Ramírez   | + 0:45     |
| 3    | Luiz Bomfim     | + 1:31     |

### Frauen Junioren
Straßenrennen: 59 km
| Rang | Name               | Zeit (h) |
| ---- | ------------------ | -------- |
| 1    | Luciana Osorio     | 1:47:57  |
| 2    | Javiera Mansilla   | gl. Zeit |
| 3    | Florencia Revetria | gl. Zeit |

Einzelzeitfahren: 11,5 km
| Rang | Name                  | Zeit (min) |
| ---- | --------------------- | ---------- |
| 1    | Luciana Osorio        | 16:43      |
| 2    | Natalie Revelo        | + 0:43     |
| 3    | Maria Fernanda Torres | + 0:56     |

## Medaillenspiegel
| Platz  | Land               | Gold | Silber | Bronze | Gesamt |
| ------ | ------------------ | ---- | ------ | ------ | ------ |
| 1      | Kolumbien          | 4    | 2      | 2      | 8      |
| 2      | Brasilien          | 2    | 1      | 2      | 5      |
| 3      | Vereinigte Staaten | 2    | 1      | 0      | 3      |
| 4      | Chile              | 1    | 1      | 2      | 4      |
| 5      | Venezuela          | 1    | 0      | 1      | 2      |
| 6      | Ecuador            | 0    | 2      | 0      | 2      |
| 7      | Bermuda            | 0    | 1      | 0      | 1      |
| 7      | Grenada            | 0    | 1      | 0      | 1      |
| 7      | Panama             | 0    | 1      | 0      | 1      |
| 10     | Argentinien        | 0    | 0      | 1      | 1      |
| 10     | Mexiko             | 0    | 0      | 1      | 1      |
| 10     | Uruguay            | 0    | 0      | 1      | 1      |
| Gesamt | Gesamt             | 10   | 10     | 10     | 30     |